# Minorité slovène en Italie
La minorité slovène en Italie (italien : Minoranza slovena in Italia, en slovène : Slovenska manjšina v Italiji), également connue sous le nom de Slovènes en Italie (italien : Sloveni in Italia, slovène : Slovenci v Italiji) est le nom donné aux citoyens italiens qui appartiennent à la minorité ethnique et linguistique slovène autochtone vivant dans la région autonome italienne du Frioul-Vénétie Julienne. La grande majorité des membres de la minorité ethnique slovène vit dans les provinces de Trieste, Gorizia et Udine. Les estimations de leur nombre varient considérablement ; les chiffres officiels font état de 52 194 slovénophones dans le Frioul-Vénétie Julienne, selon le recensement de 1971, mais les estimations slovènes parlent de 83 000 à 100 000 personnes,. Quant aux expatriès de la république de Slovénie, selon l'Istituto nazionale di statistica, on en comptait 2.506 au 31 décembre 2016.
La minorité slovène en Italie bénéficie d'une protection juridique de ses droits collectifs, garantie par la constitution italienne et par des lois spécifiques, ainsi que par des traités internationaux (notamment le Mémorandum de Londres de 1954), et des accords bilatéraux stipulés d'abord entre l'Italie et la Yougoslavie (notamment le Traité d'Osimo de 1975), et depuis 1991 entre l'Italie et la Slovénie.
Depuis 1945, les Slovènes d'Italie bénéficient d'une autonomie culturelle partielle, y compris d'un système éducatif en slovène. Ils disposent d'un large réseau d'associations culturelles et civiques. La langue slovène est co-officielle dans de nombreuses municipalités où la minorité slovène est présente, et le bilinguisme visuel est appliqué dans la plupart des établissements non urbains où la présence slovène est traditionnelle. Toutefois, la mise en œuvre de ces droits dépend largement des administrations locales ; la situation varie donc considérablement d'une région à l'autre.
L'Italie et la Slovénie encouragent toutes deux la culture slovène dans le Frioul-Vénétie Julienne par le biais de subventions aux associations et organisations slovènes.

## Histoire

### Histoire générale

Répartition des langues en Autriche-Hongrie.

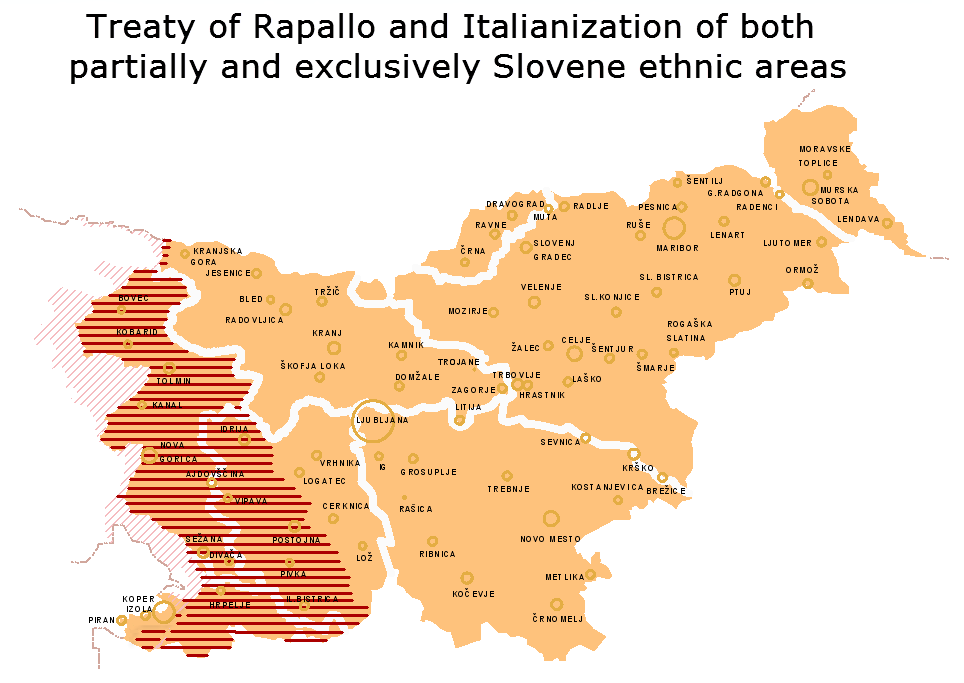
En hachures les zones attribuées à l'Italie par le traité de Rapallo (où frioulans, italiens et slovènes cohabitaient).

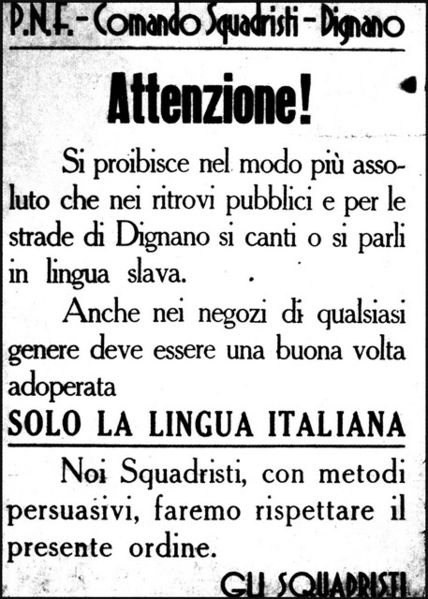
Affiche squadriste menaçante à Dignano (Vodnjan, aujourd'hui en Croatie) en faveur du seul usage de l'italien. Entre 1922 et 1943, les fascistes pratiquèrent une italianisation forcée.

La diffusion de l'usage du slovène dans certaines régions du nord-est de l'Italie remonte au début du Moyen Âge ; les premiers documents historiques attestant l'arrivée de groupes de Slaves méridionaux en provenance de la zone balkano-pannonienne et leur installation dans les zones marginales de la plaine du Frioul et des rives nord-est de la mer Adriatique, datent du VIIIe siècle. Après de nombreux événements historiques ces territoires, longuement autrichiens, sont devenues partie intégrante de l'État italien.
Les premiers territoires habités par les Slaves à faire partie du territoire de l'État italien ont été ceux de la Slavia friulana (it) (Venezzia - Benecija), c'est-à-dire le val Resia (Rezija), la Valli del Torre (it) (Terska dolina) et la Valli del Natisone (it) (Nediške doline), en 1866, à la fin de la troisième guerre d'indépendance italienne. La participation de la minorité slovène du Frioul au plébiscite des 21-22 octobre 1866 (it) est particulièrement significative : l'empire d'Autriche, en effet, après le traité de Campo-Formio, avait annulé l'autonomie juridique, linguistique et fiscale autrefois accordée par la république de Venise à la communauté slovène, qui adhérait également pour cette raison aux idées du Risorgimento, répandues après la révolution de 1848. Le vote anti-autrichien des Slovènes a été unanime : sur 3.688 votants, il n'y a eu qu'un seul bulletin contre le royaume d'Italie. Le passage au royaume d'Italie a apporté de nombreux changements économiques, sociaux et culturels pour ce territoire, mais a également amorcé une politique d'italianisation des Vallées de Natisone et de Torre, qui dans les décennies qui ont suivi le plébiscite a alimenté un sentiment progressif de déception des espoirs de reconnaissance de l'identité slovène.
La cession à l'Italie des autres territoires ayant encore une présence de slovénophone (Val Canale (it), Gorizia et Trieste, qui, au début du XXe siècle, était la plus grand ville slovène, devant Cleveland et Ljubljana), a eu lieu à la fin de la Première Guerre mondiale sur la base du traité de Rapallo (1920).
En 1922, avec l'avènement du fascisme dans les territoires annexés à l'Italie, l'assimilation culturelle par l'italianisation forcée (combattue par les TIGR) est appliquée : 
- la majorité des emplois publics étaient confiés à des Italiens ;
- l'enseignement du slovène dans les écoles a été interdit dans toutes les écoles de la région. Avec l'introduction de la loi n° 2185 du 1/10/1923 (réforme Gentile (en)), l'enseignement du slovène dans les écoles a été supprimé. En l'espace de cinq ans, tous les enseignants slovènes des écoles ayant le slovène comme langue d'enseignement sur le territoire habité par des citoyens slovènes attribué à l'Italie par le traité de Rapallo ont été remplacés par des enseignants italiens, et l'enseignement a été dispensé exclusivement en italien[11].
- le décret royal n° 800 du 29 mars 1923 a imposé automatiquement des noms italiens à toutes les centaines de localités attribuées à l'Italie par le traité de Rapallo, même celles qui en étaient dépourvues :
  - Boljunc est devenu Bagnoli,
  - Dolina - San Dorligo della Valle,
  - Dekani - Villa Decani,
  - Jelšane - Elsane,
  - Tinjan - Antignana,
  - Veprinac - Apriano[12].
- Selon le décret-loi royal n° 494 du 7 avril 1926, les noms de famille des Slovènes ont été italianisés :
  - Adamich est devenu Adami,
  - Dimnik - Dominici,
  - Klun - Coloni,
  - Polh - Poli[13].

Selon la détermination de la frontière italo-yougoslave après la Seconde Guerre mondiale, les zones attribuées à l'Italie étaient habitées par environ 60 000 Slovènes, tandis que les zones attribuées à la Yougoslavie étaient habitées par environ 300 000 Italiens. L'Italie républicaine, sans négocier la réciprocité, a reconnu dans la nouvelle Constitution les droits des minorités linguistiques aux Slovènes vivant sur son territoire :
"La République protège les minorités linguistiques par une réglementation appropriée."
(Art. 6 de la Constitution de la République italienne)

### Histoire commune des Slovènes des provinces de Trieste et de Gorizia

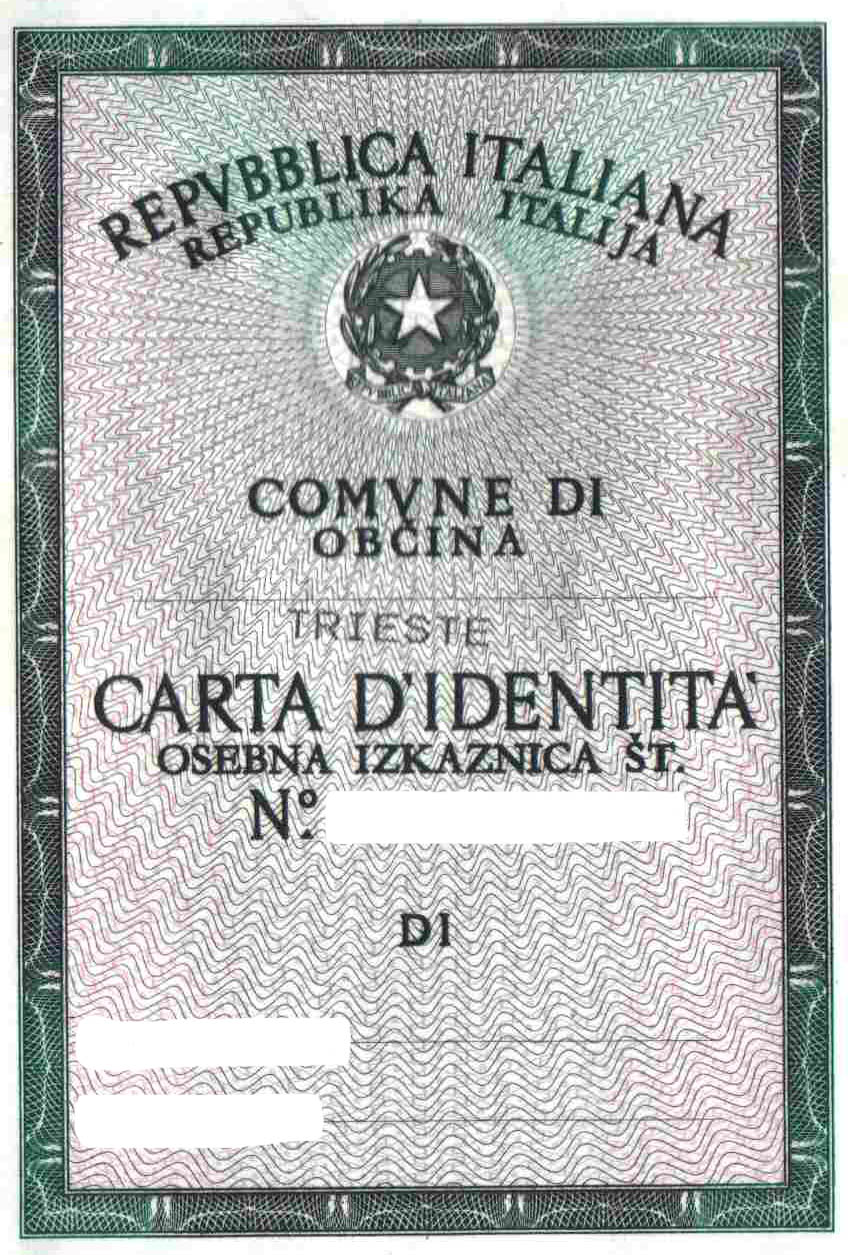
Carte d'identité bilingue émise à Trieste

Les Slovènes vivant dans les provinces de Trieste et de Gorizia ont partagé, jusqu'en 1918, la même histoire que la plupart des autres Slovènes : à la fin du XVe siècle, ils ont été intégrés à la monarchie des Habsbourg et, au XIXe siècle, ils ont participé activement au renouveau national slovène. Entre 1849 et 1918, ils faisaient partie de la région administrative autrichienne connue sous le nom de Littoral autrichien, et étaient connus sous le nom de Slovènes du Littoral (Primorski Slovenci). Après 1918, ils sont passés sous administration italienne et ont été inclus dans la région connue sous le nom de Marche julienne (Venezia Giulia). Ils ont connu le même sort que les autres Slovènes de la Marche julienne : ils ont été soumis à l'italianisation fasciste, qui a donné lieu à un irrédentisme pro-yougoslave. En 1947, après la Seconde Guerre mondiale, une nouvelle frontière entre l'Italie et la Yougoslavie a été tracée, divisant la Marche julienne entre les deux États. Cette frontière était artificielle, dans la mesure où elle ne reposait sur aucune division historique ou géographique significative. Dans de nombreux cas, la frontière séparait des familles et traversait des champs et des domaines. Toutes ces raisons ont contribué à créer un lien fort entre les Slovènes restés en Italie et leurs homologues annexés à la Yougoslavie.
Jusque dans les années 1950 et 1960, les Slovènes des provinces de Gorizia et de Trieste se désignaient fréquemment comme des Slovènes du littoral. Depuis les années 1960, cette identification avec le Littoral slovène s'est estompée, mais on peut encore la retrouver dans le nom de certaines institutions, notamment dans le titre du quotidien slovène de Trieste, appelé Primorski Dnevnik qui signifie "Le quotidien du Littoral". Entre les années 1940 et 1960, les Slovènes des provinces de Gorizia et de Trieste ont mis en place l'infrastructure des organisations minoritaires qui répondent aujourd'hui aux besoins de l'ensemble de la minorité. Ils jouissent d'un certain degré d'autonomie culturelle (la caractéristique la plus importante étant le système éducatif en slovène) depuis 1945, et ils ont maintenu des relations fortes avec la Slovénie, en particulier avec les zones frontalières voisines du Littoral slovène. En 1986, la communauté slovène a fondé le club de football NK Kras Repen (en), qui compte des supporters parmi les Slovènes d'Italie.

### Histoire des Slovènes de Vénetie
La Slovénie vénitienne (slovène : Beneška Slovenija, italien : Slavia Veneta) est le nom traditionnel des zones de langue slovène situées dans les vallées des rivières Natisone et Torre supérieures dans l'est du Frioul (actuellement dans la province d'Udine). L'histoire de ces régions a été fortement liée à l'histoire du Frioul. Contrairement à la plupart des autres territoires d'origine slovène (y compris les régions de Gorizia et de Trieste), cette région a fait partie de la République de Venise pendant environ 350 ans (d'où le nom de la région). Pendant cette période, ils ont bénéficié d'un large degré d'autonomie.
Les Slovènes de cette région ont été annexés à l'Italie avec le reste de la région vénitienne en 1866, soit un demi-siècle avant les Slovènes de Gorizia et de Trieste, qui sont restés sous domination autrichienne jusqu'après la Première Guerre mondiale.
Pendant longtemps, l'identité des Slovènes locaux a été principalement linguistique et, dans une certaine mesure, ethnique, mais pas nationale. Les Slovènes de ces régions n'ont bénéficié d'aucune forme de droits collectifs des minorités ou de droits linguistiques jusqu'en 2000, lorsque la loi pour la défense de la minorité slovène a été adoptée par le Parlement italien.

### Histoire des Slovènes du Val Canale

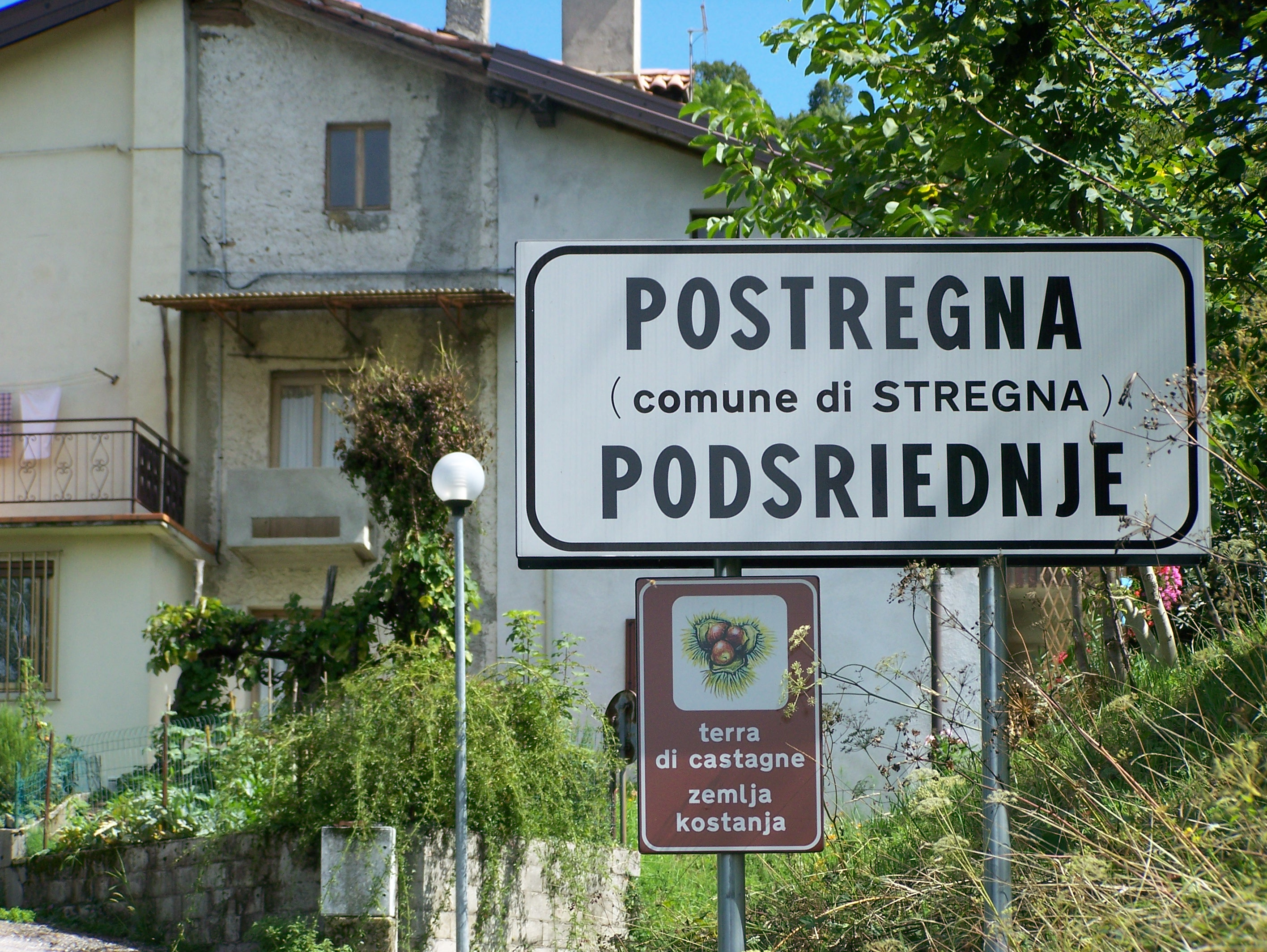
Panneaux routiers bilingues à Stregna

Environ 3 000 Slovènes vivent dans la vallée de Canale, dans la partie nord-est de la province d'Udine. La vallée est actuellement divisée en trois municipalités : Tarvisio (Trbiž), Malborghetto Valbruna (Naborjet - Ovčja vas), et Pontebba (Tablja). La plupart des Slovènes locaux vivent dans les deux premières, représentant environ la moitié de la population à Malborghetto Valbruna et un pourcentage plus faible à Tarvisio.
Jusqu'en 1918, la vallée de Canale (Kanalska dolina) faisait partie de l'Empire austro-hongrois. Depuis le Moyen Âge, elle faisait partie du duché de Carinthie. Les slovènes locaux partageaient la même histoire, les mêmes traditions et les mêmes caractéristiques linguistiques que les autres slovènes de Carinthie. Selon le dernier recensement autrichien de 1910, la vallée comptait environ 9 000 habitants, dont environ un tiers de slovènes et le reste de germanophones. En 1918, après la fin de la Première Guerre mondiale, la vallée a été occupée par l'armée italienne et, en 1919, elle a été officiellement annexée à l'Italie. Dans les années 1920 et 1930, de nombreux Italiens se sont installés dans cette région, qui borde à la fois l'Autriche et la Yougoslavie. En 1939, l'accord d'option sur le Tyrol du Sud conclu entre l'Italie et l'Allemagne nazie a également été appliqué aux Allemands de souche de la région ; en conséquence, la plupart de la population germanophone a été réinstallée dans la Carinthie voisine. De nouveaux colons originaires d'autres régions d'Italie ont progressivement pris leur place, ce qui a considérablement modifié la composition ethnique de la vallée.
De nos jours, le slovène est encore parlé dans plusieurs villages de la vallée, notamment à Valbruna (Ovčja vas), Camporosso in Valcanale (Žabnice), Ugovizza (Ukve) et San Leopoldo (Lipalja vas). On a assisté à un renouveau de la langue slovène dans ces villages après 1990, avec une attention particulière pour les jeunes générations.

### Histoire des Slovènes de Resia
Les habitants de la vallée de Resia, dans le nord-ouest du Frioul, parlent un dialecte spécifique du slovène, le résian. En raison de ses caractéristiques phonétiques spécifiques et de sa grammaire archaïque, le résian n'est pas mutuellement intelligible avec le slovène standard et avec la plupart des autres dialectes slovènes. Historiquement et culturellement (ainsi que linguistiquement), le Résien peut être considéré comme une partie de la Slovénie vénitienne. Selon la législation italienne et régionale, les Résiens sont considérés comme faisant partie de la minorité slovène en Italie ; cependant, il existe de forts mouvements locaux qui s'opposent à l'identification avec les Slovènes et la langue slovène, et défendent une identité Resian distincte.

## Diffusion géographique

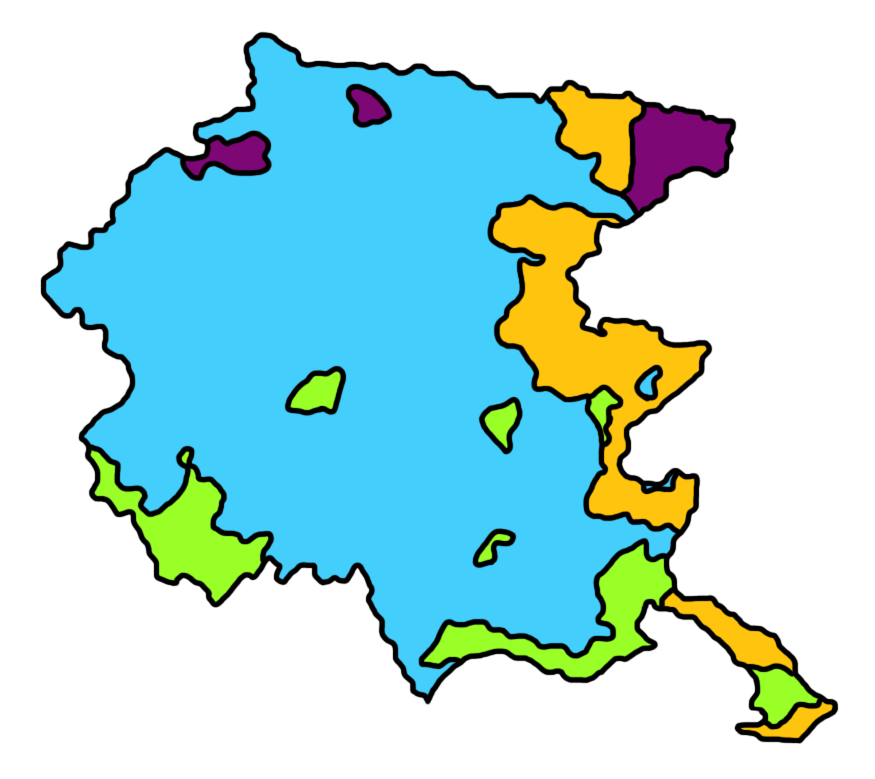
Langues de Frioul-Vénétie Julienne
Frioulan
Vénitien
Slovène

### Province d'Udine
Les citoyens italiens de langue slovène de la province d'Udine sont divisés en trois communautés, chacune ayant ses propres spécificités.
La plupart d'entre eux sont inclus dans la Slavie frioulane (it), où sont parlés les dialectes slovènes du Natisone (nadiški) et du Torre (terski). Elle comprend les communes de Lusevera, Taipana, Pulfero, Savogna, Grimacco, Drenchia, San Pietro al Natisone, San Leonardo, Stregna et les hameaux de montagne des communes de Nimis, Attimis, Faedis, Torreano et Prepotto. L'arrivée de populations slaves sur les rives du Natisone, qui a commencé dès le VIIe siècle, est documentée par l'historien Paul Diacre[16]. Les Slaves se sont installés dans ces régions dès l'époque lombarde, à tel point que c'est la puissance lombarde qui a accueilli les premiers colons et imposé la frontière orientale entre les populations romanes et slaves, coïncidant presque avec la limite naturelle entre la plaine (romane) et le territoire montagneux des pré-Alpes.
Les habitants de Resia parlent un dialecte slovène (le résian) avec ses propres caractéristiques, qui est perçu par de nombreux locuteurs, qui ont développé leur propre identité ethnolinguistique, comme un idiome distinct.
Les slovènes du Val Canale vivent dans les municipalités de Malborghetto-Valbruna (hameaux Valbruna, Bagni di Lusnizza, Santa Caterina, Ugovizza), Pontebba (hameau Laglesie San Leopoldo), à Tarvisio (hameaux Camporosso, Cave del Predil, Fusine à Valromana). Historiquement, ils ont fait partie de la Carinthie et de la Carniole (hameau de Fusine à Valromana) jusqu'en 1918 et ils sont la seule communauté slovène de la province d'Udine qui a historiquement eu un système scolaire en langue slovène.
Selon le recensement de 1921, les Slovènes de la province d'Udine étaient environ 34 000.
Communes à majorité slovène de la province d'Udine :
- Taipana (Tipána)
- Lusevera (Bardo)
- Pulfero (Podbonesec)
- Drenchia (Dreka)
- Grimacco (Garmak)
- Savogna (Sovodnje)
- San Leonardo (Svet Lienart o Podutana)
- Stregna (Srednje)
- San Pietro al Natisone (Špietar o Špeter Slovenov)
- Resia (Rezija)

## Province de Gorizia

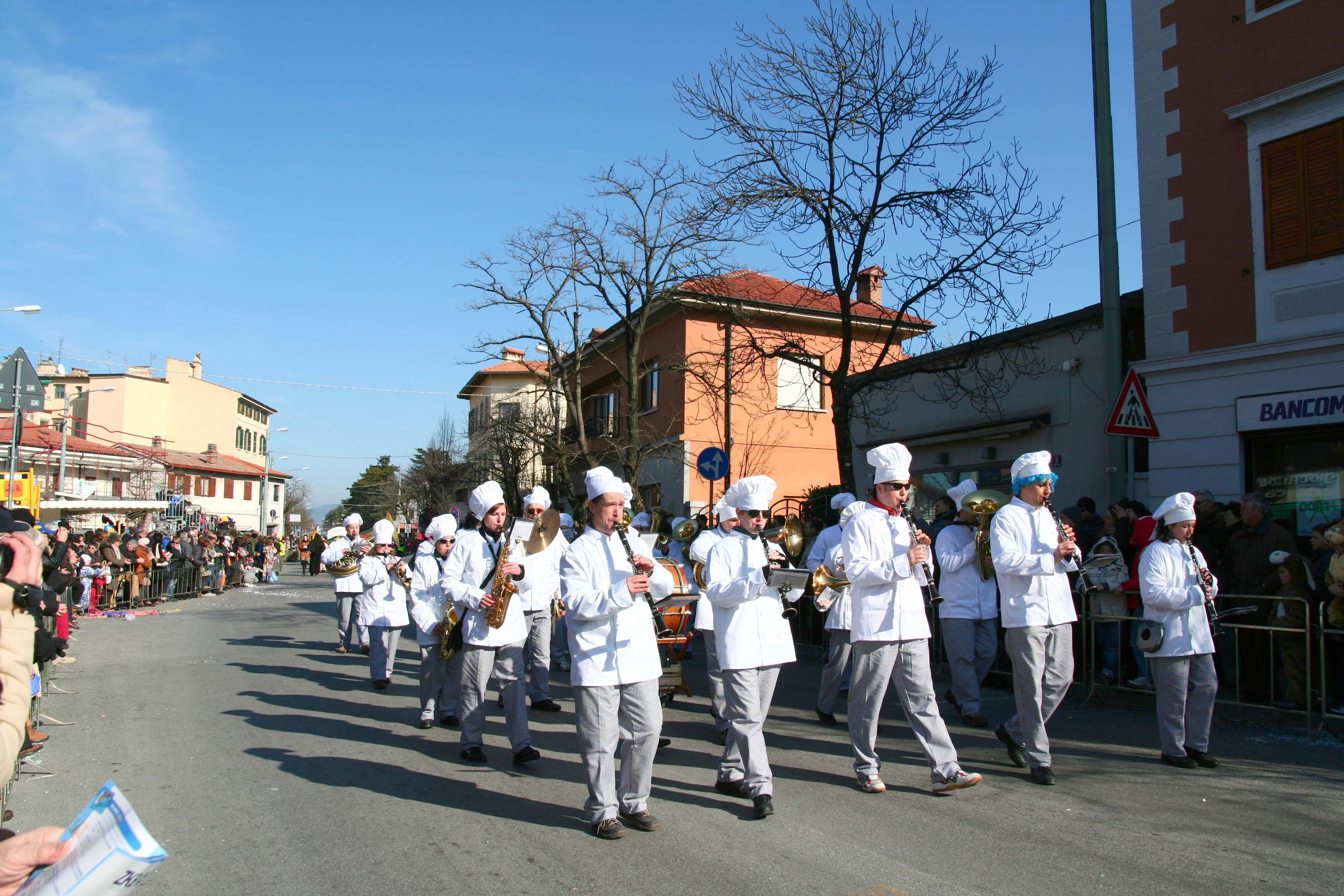
Carnaval organisé par les Slovènes d'Opicina.

Selon le recensement de 1910, environ 20 000 Slovènes vivaient sur le territoire de l'actuelle province de Gorizia (Gorizia dérive du nom slave gorica (lire gorìza), diminutif de gora (montagne), et signifie colline, dont environ 11 000 dans la ville de Gorizia, qui comptait alors environ 31 000 habitants (dans les limites actuelles de la municipalité de Gorizia, on compte 16 700 Slovènes sur 39 700 habitants).
Le slovène standard est parlé par la minorité slovène de la ville de Gorizia et dans certaines zones des municipalités de Monfalcone, Ronchi dei Legionari et Sagrado, tandis que dans les municipalités de San Floriano del Collio, Savogna d'Isonzo, Doberdò del Lago et dans les hameaux d'Oslavia, Piuma, Groina et Sant'Andrea, le slovène est la langue parlée par la majorité de la population. Dans la commune de San Floriano del Collio et dans certains hameaux de Cormons, Dolegna del Collio et Gorizia (Podgora/Piedimonte), la variante appelée dialecte du Collio (territorio) (it) (briško narečje) est répandue, tandis que dans les communes du Karst de Gorizia et dans la banlieue sud de Gorizia, on parle le dialecte du Karst (kraško narečje).
Communes majoritairement slovènes de la province de Gorizia : 
- San Floriano del Collio (Števerjan)
- Savogna d'Isonzo (Sovodnje ob Soči)
- Doberdò del Lago (Doberdob)

## Province de Trieste

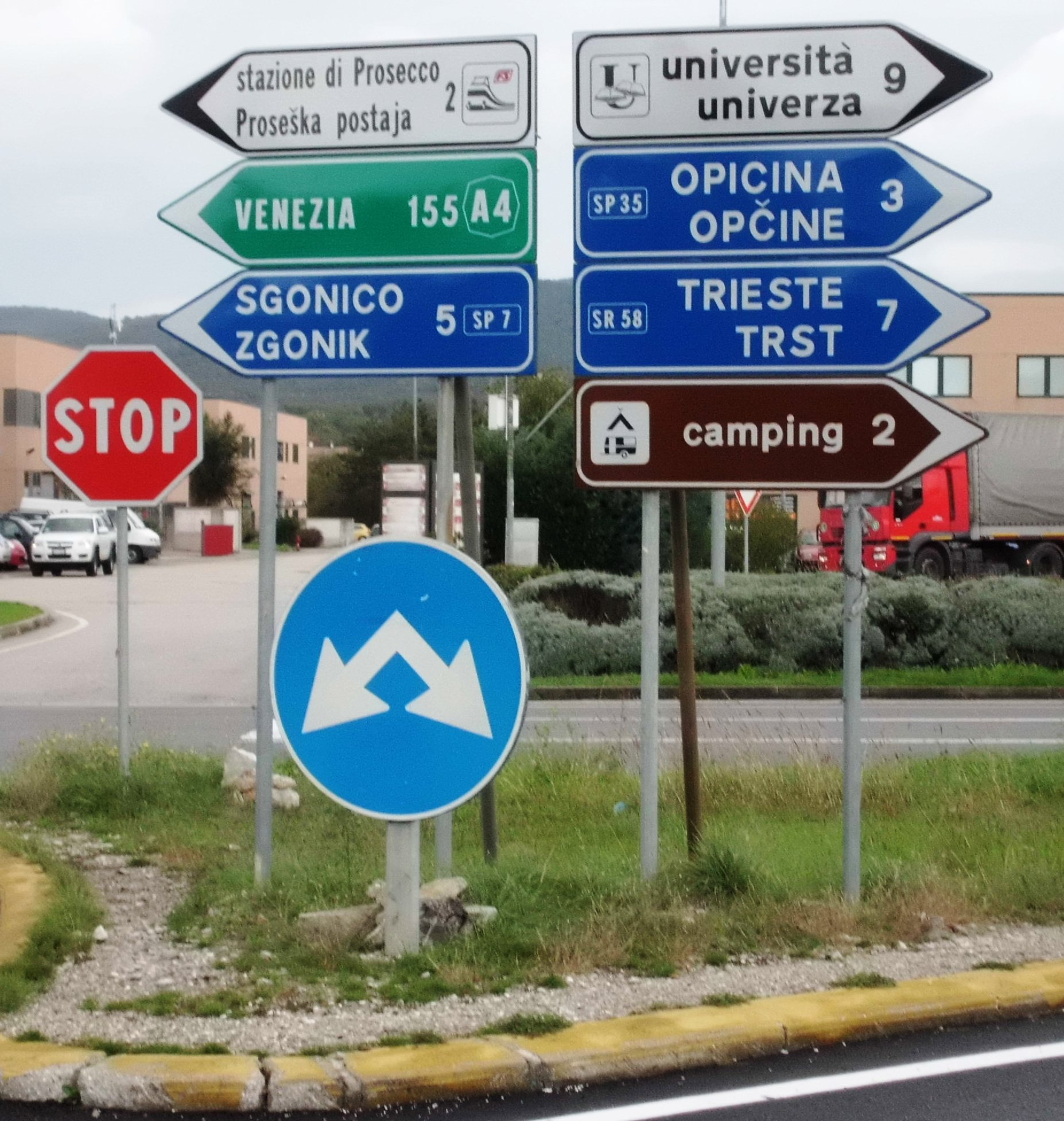
Signalisation bilingue à Trieste

Dans la province de Trieste, où réside la plus grande communauté slovène de la région, le slovène est parlé par les membres de la minorité sur presque tout le territoire de la province, à l'exception de la ville de Muggia et de certains de ses hameaux. Dans la municipalité de Trieste, le slovène est la langue minoritaire dans la ville, mais majoritaire dans certaines banlieues et dans les hameaux de l'arrière-pays karstique.
Les ancêtres slaves de la minorité slovène actuelle ont commencé à s'installer dans les zones inhabitées autour de la ville de Trieste dès l'époque de Charlemagne, comme en témoigne le Plaid de Rižana écrit en 804 près de la rivière Risano, à seulement 12 km au sud de Trieste.
Selon les données du recensement de 1910, il y avait environ 69 000 Slovènes vivant dans la zone comprise par l'actuelle province de Trieste, dont environ 56 000 dans la municipalité de Trieste, qui comptait alors environ 230 000 habitants.
Répartition linguistique de la population dans la province de Trieste en 1971 :
- Langue maternelle italienne (275,597) 91,8%
- Langue maternelle slovène (24 706) 8,2%

Dans les zones rurales de la commune de Muggia, dans la plupart des hameaux de la commune de Dolina-San Dorligo della Valle et dans certains quartiers périphériques de Trieste, le dialecte de Risano, variante istrienne, est très répandu. Dans les communes de Monrupino, Sgonico et certains hameaux de Dolina-San Dorligo della Valle, le dialecte carniol central (notranjsko narečje) est répandu. Le slovène est également parlé en tant que dialecte karstique (kraško narečje) sur l'ensemble du territoire de la commune de Duino-Aurisina (à l'exception du hameau de Villaggio del Pescatore), où il est toutefois minoritaire par rapport à l'italien.
Communes majoritairement slovènes de la province de Trieste : 
- Sgonico (Zgonik)
- Monrupino (Repentabor)
- San Dorligo della Valle (Dolina)

## Institutions
La minorité slovène en Italie est représentée par deux structures organisationnelles qui coordonnent ensemble presque toutes les activités de la communauté slovène : la Slovenska kulturno gospodarska zveza (SKGZ - Union économique et culturelle slovène) et la Svet slovenskih organizacij (SSO - Confédération des organisations slovènes). Les institutions culturelles cardinales sont le théâtre permanent slovène, le Glasbena Matica (Centre de musique slovène), la bibliothèque (Narodna in Studijška Knjižnica) et le SLORI (Institut de recherche slovène). Il y a aussi un parti politique, le Slovenska Skupnost.
En 2020, le centre culturel slovène, qui avait été incendié par les fascites et qui fut un traumatisme fondateur, a été restitué

## Personnalités

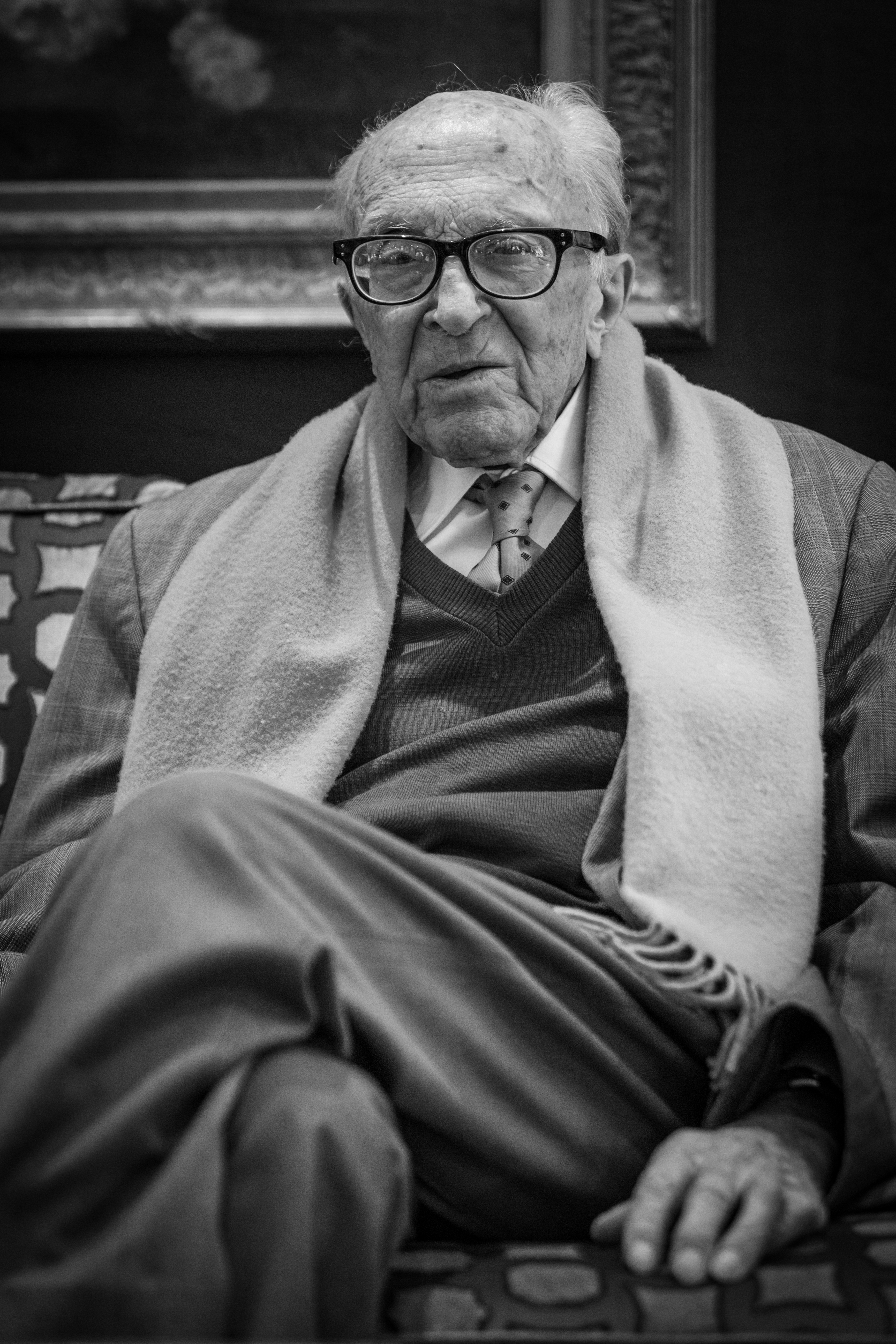
Boris Pahor, 108 ans

### Boris Pahor, voix des Slovènes d'Italie
« Slovène d'Italie, il portait la lettre «i» sur sa tenue rayée de déporté. «Le cœur et la raison se révoltent à l'idée qu'au pays de la perdition, on l'élimine en tant qu'Italien alors que depuis la Première Guerre mondiale, l'État italien a tenté d'éliminer l'ethnie slovène de son propre sol» écrit-il à propos d'un de ses camarades de résistance. »
Les partisans de Tito firent périr de nombreux Italiens du Karst, d’Istrie et de Dalmatie jetés dans des grottes, les foibe. « Bien sûr, il y a eu une épuration à la fin de la guerre, violente comme partout, mais cette violence faisait suite aux violences du fascisme » affirme Boris Pahor, 108 ans, ancien résistant et déporté

### Autres personnalités
- Filibert Benedetič (1935-2005), écrivain de langue slovène
- François Borgia Sedej (1854-1931), archevêque
- Lojze Bratuž (1902-1937), compositeur et chef de chœur
- Franz Caucig (1755-1828), peintre
- Matej Černič (1978-), joueur de volley-ball
- Claudia Coslovich (1972-), athlète
- George Dolenz (1908-1963), acteur
- Max Fabiani (1865-1962), architecte
- Zoran Mušič (1909-2005), peintre
- Pavle Merkù (1927 - ), compositeur
- Mitja Ribičič (1919-2013), homme politique yougoslave
- Alojz Rebula, (1924-2018), écrivain de langue slovène
- Luigi Spazzapan (1889-1958), peintre
- Demetrio Volcic (1931 - ), journaliste et homme politique